# روبن أوتشوا
روبن أوتشوا (بالإنجليزية: Ruben Ochoa)‏ هو فنان أمريكي، ولد في 1974 في أوسيانسيدي في الولايات المتحدة.